# Dolores Trabado
Dolores Trabado López (Vilaluz, Cervantes, 1 de julio de 1903 - Pontevedra, 15 de septiembre de 1996), también conocida como la «Lola de la Cruz Roja», fue una empresaria y taxista española, considerada una de las pioneras en ejercer esta profesión de España y la primera en Galicia. Una calle de Pontevedra lleva su nombre.

## Trayectoria
Dolores Trabado López nació en Vilaluz, en el municipio lucense de Cervantes, el 1 de julio de 1903 siendo la más pequeña de catorce hermanos. Con tres años, padeció escrófula.  Cuatro años después tuvieron que operarla del fémur por una accidente que había sufrido con un apero de labranza. Tiempo después, terminó perdiendo la pierna, lo que la obligó a usar prótesis.
Se quedó huérfana muy joven y fue acogida por su hermano Manuel, que era carabinero, trasladándose a Sevilla y posteriormente a Tuy y Pontevedra. Allí su hermano cambió su profesión por la de practicante y comenzó a trabajar en la Casa de Socorro (Cruz Roja) y en el Sanatorio Marescot.
Comenzó a conducir a los dieciocho años sin carnet. Fue pionera en el campo de la conducción con su taxi, convirtiéndose en taxista durante la Segunda República española. Creó una empresa de transporte en los bajos de su vivienda, abriendo el primer garaje. 
El 31 de agosto de 1923 obtuvo su primera licencia de conducir oficial, siendo la primera mujer de Pontevedra en hacerlo, en una época en la que en la provincia de Pontevedra solo había 1417 personas con este permiso. Fue en ese año donde obtuvo su primer licencia oficial como taxista. Con su taxi trasladaba a un gran número de personas tanto en desplazamientos en la ciudad de Pontevedra como a otras localidades de España o Portugal.
Realizaba también trabajos para la Cruz Roja, que no disponía de ambulancia por lo que era conocida como la "taxista de la Cruz Roja". Con su vehículo, transportó a enfermos, heridos o parturientas, que en muchas ocasiones le pidieron ser la madrina del bebé, por lo que Trabado tuvo muchos ahijados.
El 8 de marzo de 1939, El Pueblo Gallego publicó el llamamiento del Gobierno Civil en el que se le concedía la licencia de taxi a Trabado.
Fue un personaje conocido en Pontevedra hasta los años sesenta. En 1961, la publicación El Taxi Español publicó que Trabado era la primera taxista de España, hecho que fue desmentido por Piedad Álvarez, que acudió a la redacción del diario Proa para afirmar que ella fue la primera mujer en realizar esta profesión.
Adoptó a su sobrina nieta, Mercedes Trabado Trabado, ya que sus padres vivían en la emigración. Hasta los años ochenta, Trabado conservó su carnet de conducir. Cuando ya no podía conducir se dedicó a administrar sus inversiones en pisos y propiedades que tenía alquiladas. Falleció en Pontevedra el 15 de septiembre de 1996 con noventa y tres años después de unos años en los que debido a una demencia senil precisó de cuidados en una residencia.

## Reconocimientos
Fue una mujer pionera en el ámbito de la conducción en España, considerada como una de las primeras taxistas españolas. Su figura fue recuperada a través de un reportaje en el Diario de Pontevedra y del trabajo "Do gris ao violeta", promovido por el  Ayuntamiento de Pontevedra.
En noviembre de 2022, el Ayuntamiento de Pontevedra le dio el nombre de Dolores Trabado a una de sus calles, inaugurándola junto a las de la maestra republicana Ernestina Otero y a la sanadora del siglo XVI acusada de brujería, Vasquida García.